# Châtillon-Guyotte
Châtillon-Guyotte ist eine französische Gemeinde mit 141 Einwohnern (Stand: 1. Januar 2022) im Département Doubs in der Region Bourgogne-Franche-Comté.

## Geographie
Châtillon-Guyotte liegt auf 295 m, etwa 15 Kilometer nordöstlich der Stadt Besançon (Luftlinie). Das Dorf erstreckt sich in der gewellten Landschaft zwischen den Flusstälern von Doubs und Ognon, am Südfuß des Burghügels von Châtillon.
Die Fläche des 4,44 km² großen Gemeindegebiets umfasst einen Abschnitt in den äußersten nordwestlichen Höhenzügen des Juras. Der Hauptteil des Gebietes wird von einer rund ein Kilometer breiten Senke eingenommen, die durch einen Quellbach des Ruisseau de la Corcelle nach Norden zum Ognon entwässert wird. Sie ist vorwiegend mit Acker- und Wiesland, teils auch mit Wald bestanden. Im Norden wird diese Mulde vom isolierten Burghügel von Châtillon (360 m) flankiert. Nach Süden erstreckt sich das Gemeindeareal über einen Steilhang bis auf den bewaldeten Höhenrücken des Bois de Sassy, der das Gebiet vom Doubstal trennt. Mit 500 m wird auf dem Kamm des Bois de Sassy die höchste Erhebung von Châtillon-Guyotte erreicht.
Nachbargemeinden von Châtillon-Guyotte sind Marchaux-Chaudefontaine im Norden und Westen, Pouligney-Lusans im Osten sowie Amagney im Süden.

## Geschichte
Die Burg von Châtillon wurde zu Beginn des 13. Jahrhunderts gegründet. Sie bildete den Mittelpunkt einer Herrschaft, die einer Seitenlinie der Herren von La Roche-sur-l’Ognon gehörte. Als Étienne de Cicon im Jahr 1248 Guyotte de Vellefaux heiratete, gab er ihr zu Ehren der Burg den Namenszusatz Guyotte. Zusammen mit der Franche-Comté gelangte Châtillon-Guyotte mit dem Frieden von Nimwegen 1678 definitiv an Frankreich.

## Sehenswürdigkeiten
Von der Burg Châtillon-Guyotte aus dem 13. Jahrhundert sind Ruinen erhalten.

## Bevölkerung
| Jahr                       | 1962 | 1968 | 1975 | 1982 | 1990 | 1999 | 2005 | 2016 |
| Einwohner                  | 68   | 65   | 61   | 87   | 96   | 110  | 124  | 127  |
| Quellen: Cassini und INSEE |      |      |      |      |      |      |      |      |

Mit 141 Einwohnern (Stand 1. Januar 2022) gehört Châtillon-Guyotte zu den kleinsten Gemeinden des Départements Doubs. Nachdem die Einwohnerzahl in der ersten Hälfte des 20. Jahrhunderts kontinuierlich abgenommen hatte (1881 wurden noch 157 Personen gezählt), wurde seit Mitte der 1970er Jahre wieder ein deutliches Bevölkerungswachstum verzeichnet.

## Wirtschaft und Infrastruktur
Châtillon-Guyotte war bis weit ins 20. Jahrhundert hinein ein vorwiegend durch die Landwirtschaft (Ackerbau, Obstbau und Viehzucht) und die Forstwirtschaft geprägtes Dorf. Daneben gibt es heute verschiedene Betriebe des lokalen Kleingewerbes. Mittlerweile hat sich das Dorf auch zu einer Wohngemeinde gewandelt. Viele Erwerbstätige sind deshalb Wegpendler, die in der Agglomeration Besançon ihrer Arbeit nachgehen.
Die Ortschaft ist verkehrstechnisch gut erschlossen. Sie liegt nahe der Departementsstraße, die von Besançon nach Rougemont führt. Der nächste Anschluss an die Autobahn A36, die das Gemeindegebiet durchquert, befindet sich in einer Entfernung von ungefähr drei Kilometern. Weitere Straßenverbindungen bestehen mit Marchaux und Roulans.